# DOIMOI (バンド)
DOIMOI（ドイモイ）は日本のロック・バンド。2003年に名古屋で結成された。

## メンバー
- 二村泰史 - ボーカル、ギター、作詞を担当。2006年4月までベースを担当することがあった。

- 杉山明弘 - ギター、作曲、作詞（一部）を担当。音源制作の際はレコーディングおよびミキシング、アートワークを手掛ける。2006年4月までドラムス担当。

- 篠田尚志 - ベース担当。2006年4月までギターを担当することがあった。

- 林礼一 - ドラムス担当。Egoistic 4 Leaves、SUːにも在籍。

### 過去のメンバー
- 戸田真治 - ドラムス担当（2004年夏頃まで）。常田真太郎（スキマスイッチ）によるレーベル・doppiettaの第1弾アーティストであるソフテロの初期メンバー。

- 曽我部直希 - ドラムス担当（2006年5月〜2007年11月）。

## 来歴

### 結成〜フジロック'07出場
- 2003年、名古屋大学フォークソング同好会に在籍中だった二村、杉山（当初はギター）、戸田により結成。すぐに篠田を誘って4人編成となる。篠田はもともとギタリストであった。音楽性が定まらないまま2004年に戸田が脱退。しばらくの休止期間ののち、杉山がドラムスに転向し、二村と篠田が曲によってギターとベースを持ち替えるスタイルの3人編成で本格的に活動を開始。

- 最初の4曲入りデモCD-R『Weather Forecast Won't Segregate Well』を2005年3月に発表。同年6月に初めてのライブをおこなう。『Weather Forecast Won't Segregate Well』は地元名古屋のレコードショップ・Stiff SlackやFILE-UNDERなどによって紹介され、ライブ活動においては海外アーティストの招聘公演で前座を務める機会もあり、インディー・ロックのリスナー層を中心に少しずつ認知を広げる。

- 2006年3月15日、自主制作による1stアルバム『The More You Tangle, The More We Heavy Metal』を全国発売。リリース元として記載されている「犬録音」は、杉山のプライベートレーベルである。

- 2006年4月、名古屋大学フォークソング同好会の後輩であった曽我部直希がドラムスとして加入。杉山はギターに戻り、4人編成となる。この頃から作風がよりヘヴィなものに移行していく。

- 2007年7月、フジロック・フェスティバルのROOKIE A GO-GOステージに出場。

### メンバー交代〜現在
- 2007年11月、学業の多忙により曽我部が脱退。杉山と学生時代から面識のあった林礼一が新ドラマーとして加入する。以前から林が在籍しているEgoistic 4 Leavesのライブに、1回限りのヘルプメンバーとして杉山が参加したことがきっかけで、杉山が声をかけた。林は2005年のDOIMOIの初ライブ時にも、その頃在籍していた別のバンドのメンバーとして共演していた。
- 2009年10月10日、自主制作による2ndアルバム『Dialectic And Apocalypse』を全国発売。BURRN!誌[1]やミュージック・マガジン誌[2]などで好評価とともに紹介される。

- 2010年4月24日に初の自主企画ライブを催行。以降不定期で継続している。

- 2012年7月25日、スペースシャワーネットワークより3rdアルバム『Materials Science』を発表。デビューアルバムと書かれることがあるのは、「自主制作ではなくレコードレーベルからの発売となる第1弾作品」の意。収録曲「円群」のビデオクリップは、ASA-CHANG&巡礼などのビデオクリップを手掛けたことのある映像作家・ヨシイカズトによるもの。

- 2012年9月16日、ヒカシューやPE'Zらが出演した埼玉スタジアムでのロックフェス「ぐるぐる回る2012」に出演。

## 音楽的特徴
結成当初にメンバーが強く感化されていたインディー・ロック/エモと、ソングライター杉山の影響源であるヘヴィメタルやグランジが混じりあった作風を主とする。ギターのドロップチューニングなどを取り入れ、スラッジやデスメタルといったエクストリーム・メタルの要素を感じさせるほか、プログレッシブ・ロックに根差した変拍子や複雑な転調も用いられる。
それに対し、ボーカルは昔ながらのソウルフルなスタイル。歌詞はほぼ全て日本語。
3rdアルバムのプロモーションにともなうキャッチコピーは「現代型エモーティブ・ナード・メタル・バンド」。

## 音源
録音・ミキシング、およびパッケージのアートワークは、杉山が担当する。デモCD-Rを除く各作品とも、海外大手レコード会社の輸入盤CDに見られる定型的なレイアウトを模したデザインが随所に取り入れられている。
各楽曲には日本語と英語のタイトルがつけられている。英語タイトルには海外ヘヴィメタルのバンド名や曲名、アルバムタイトルなどが散りばめられており、必ずしも日本語タイトルと全く同じ意味ではない。

## ライブ
曲間のMCは杉山が担当するが、来日中の海外アーティストに扮して、英語と英語訛りの日本語を混ぜて喋るスタイルが特徴的である。なお杉山本人は海外渡航経験が一切ない。初めてライブを見る人の混乱を避ける目的で、バンドの公式サイトにも「出身地を米国カリフォルニア州サンフランシスコとする」との表記がなされるようになったが、メンバーは全員日本生まれの日本人であり、事実とは異なる。

## ディスコグラフィー

### アルバム
The More You Tangle, The More We Heavy Metal
- 2006年3月15日 犬録音（自主制作） IRCD0601

1. 郷愁Yeah | Nostalgia Yeah
2. メタルマスター | Metal Master
3. 人願う | Man's Wish
4. 1535
5. キレイな女には振り返ることを誓うよ | I Swear I Look Back at Good Looking Women
6. 映画 | Movies
7. 疑わしい愛、あるいは多幸症 | Suspicious Love, or a State Of Euphoria
8. 地球と共に永遠に生きろ | Live with Earth Forever
9. 四日市ジュエルボックス | Yokkaichi Jewel Box
10. タンカー | Tanker

※「四日市ジュエルボックス」は全レパートリー中唯一、二村が作曲したものを杉山がアレンジした。
Dialectic And Apocalypse
- 2009年10月10日 犬録音（自主制作） IRCD0901

1. オリンピック | Olympic
2. エクソダス | Exodus
3. 小鳥 | Tiny Birds
4. インサルブリアス | Insalubrious
5. スチフナー | Stiffener
6. TXOK
7. クオーテーション | Quotation
8. ゴモラの滅亡 | Demise of Gomorrah
9. カレンダー | Calendar
10. ストレスへのプレニテュード | Plenitude to a Stress

Materials Science
- 2012年7月25日 スペースシャワーネットワーク PECF-3025

1. 帆影 | Black Sails
2. 円群 | Circles
3. 静かな庭 | Still Garden
4. 誓い | (Don't Break The) Oath
5. ヴォルガにて | On Volga Shore
6. バベルの灯り | Lights of Babel
7. オリンピック | Olympic
8. オープンリール | Reel to Reel
9. 舞踏室 | Ballroom
10. 誰が傾いているか | Who's Tilting Now
11. 遺跡 | Heritage

※「誓い」は1stアルバム収録「キレイな女には振り返ることを誓うよ」のリメイク
※「オリンピック」は2ndアルバム収録のものと異なる新録バージョン

### デモ
Weather Foreast Won't Segregate Well
- 2005年3月 犬録音（自主制作） IRCD0501 CD-R

1. キレイな女には振り返ることを誓うよ
2. 地球と共に永遠に生きろ
3. 天気 時間 秘密
4. コカコーラ

### メンバー参加作品
HADA『出発』
- 2010年11月19日 shuttle cock（自主制作） SC-006
- 杉山明弘 - キーボード、ピアノ、コーラス

SUː『Re.PEAT』
- 2009年8月5日 JUNK Lab Records JUNK-002
- 林礼一 - ドラムス

Egoistic 4 Leaves『aluva』
- 2012年3月14日 Penguinmarket Records PEMY-019
- 林礼一 - ドラムス